# NIC-13B
La NIC-13B  es una importante carretera nacional clasificada como troncal principal en Nicaragua. Esta vía comienza en el Norte, conectándose con la NIC-21 a la altura de Río Blanco, y culmina en el municipio de Bocana de Paiwás en la Región Autónoma de la Costa Caribe Sur. 

## Extensión
Con una extensión de 20,21 km, la NIC-13B juega un rol clave en la conectividad y transporte de la región.